# Capitanopsis cloiselii
Capitanopsis cloiselii là một loài thực vật có hoa trong họ Hoa môi. Loài này được S.Moore mô tả khoa học đầu tiên năm 1916.